# Acanthochondria galerita
Acanthochondria galerita – gatunek widłonoga z rodziny Chondracanthidae. Jest pasożytem ryb morskich. Opisał go w 1886 roku amerykański biolog Richard Rathbun, nadając mu nazwę Chondracanthus galeritus. Okazy typowe pozyskano z jamy ustnej ryb Paralichthys dentatus z rzędu flądrokształtnych, złowionych w 1883 roku w Woods Hole i okolicy w amerykańskim stanie Massachusetts.